# ویلیام پارتریج (ورزشکار)

ویلیام پارتریج (انگلیسی: William Partridge؛ ) بازیکن لاکراس اهل ایالات متحده آمریکا بود.